# Тукан (село)
Тука́н (баш. Туҡан) — село в Белорецком районе Республики Башкортостан России. Центр Туканского сельсовета. До 17 декабря 2004 года имело статус рабочего посёлка. Согласно переписи 2020 года население составляло 1105 человек.

## География
Расстояние до:
- районного центра (Белорецк): 78 км,
- ближайшей ж.-д. станции (Улу-Елга): 41 км,
- города Магнитогорска: 160 км.

## Климат
Климат умеренный континентальный.
| Показатель              | Янв. | Фев.  | Март | Апр. | Май  | Июнь | Июль | Авг. | Сен. | Окт. | Нояб. | Дек.  | Год |
| ----------------------- | ---- | ----- | ---- | ---- | ---- | ---- | ---- | ---- | ---- | ---- | ----- | ----- | --- |
| Средняя температура, °C | −13  | −12,1 | −5,9 | 2,9  | 10,4 | 15,5 | 17,0 | 14,5 | 8,9  | 2,2  | −6,4  | −12,2 | 1,8 |
| Норма осадков, мм       | 44   | 35    | 37   | 43   | 57   | 72   | 84   | 78   | 71   | 70   | 58    | 50    | 699 |
| Источник: .             |      |       |      |      |      |      |      |      |      |      |       |       |     |

## Население
| 1939  | 1959  | 1970  | 1979  | 1989  | 2002  | 2009  |
| ----- | ----- | ----- | ----- | ----- | ----- | ----- |
| 4090  | ↗7946 | ↘4121 | ↘2888 | ↘2305 | ↘1805 | ↘1673 |
| 2010  |       |       |       |       |       |       |
| ↘1331 |       |       |       |       |       |       |

## Религия
В селе есть мечеть Ихлас и православная церковь святителя Филарета, митрополита Московского.